# Józef Sasik
Józef Sasik (ur. 21 grudnia 1948 w Bełchatowie, zm. 26 lipca 2014) – polski inżynier, dr hab. nauk rolniczych, kierownik Katedry Gospodarki Przestrzennej Wydziału Inżynierii Kształtowania Środowiska i Geodezji Uniwersytetu Przyrodniczego we Wrocławiu.

## Życiorys
Studiował na Wydziale Melioracji Wodnych Wyższej Szkole Rolniczej we Wrocławiu, w 1982 obronił pracę doktorską, 28 czerwca 1993 habilitował się na podstawie pracy zatytułowanej Parowanie ze stawu rybnego. 18 listopada 2002 nadano mu tytuł profesora w zakresie nauk rolniczych.
Piastował stanowisko kierownika w Katedrze Gospodarki Przestrzennej na Wydziale Inżynierii Kształtowania Środowiska i Geodezji Uniwersytetu Przyrodniczego we Wrocławiu.

## Odznaczenia i wyróżnienia
- Nagroda Rektora (piętnastokrotnie)[1]
- Srebrny Krzyż Zasługi[1]
- Odznaka „Zasłużony dla Akademii Rolniczej we Wrocławiu[1]
- Medal Komisji Edukacji Narodowej[1]